# Pays-Bas au Concours Eurovision de la chanson 1962
Les Pays-Bas ont participé au Concours Eurovision de la chanson 1962, alors appelé le « Grand prix Eurovision de la chanson européenne 1962 », à Luxembourg-Ville, au grand-duché du Luxembourg. C'est la 7e participation néerlandaise au Concours Eurovision de la chanson.
Le pays est représenté par le duo De Spelbrekers et la chanson Katinka, sélectionnés par la Nederlandse Televisie Stichting au moyen de la finale nationale Nationaal Songfestival.

## Sélection

### Nationaal Songfestival 1962

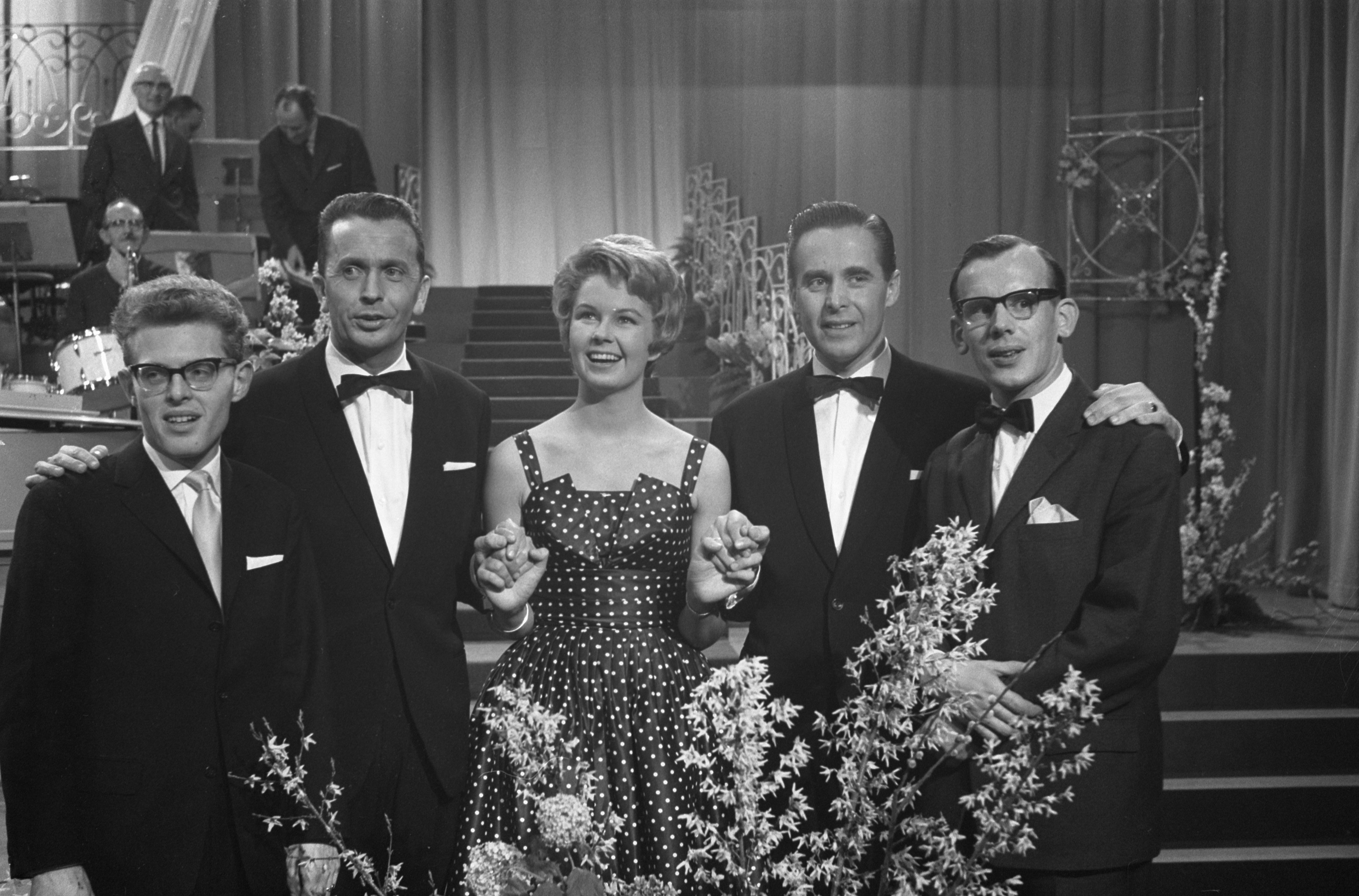
De Spelbrekers, accompagnés par le parolier Henny Hamhuis et le compositeur Joop Stokkermans et l'animatrice Elisabeth Mooy, après l'annonce des résultats et leur victoire avec la chanson Katinka au Nationaal Songfestival 1962 à Bussum.

Le radiodiffuseur néerlandais, la Nederlandse Televisie Stichting (NTS), l'actuelle Nederlandse Omroep Stichting (NOS), organise l'édition 1962 du Nationaal Songfestival (nl) pour sélectionner l'artiste et la chanson représentant les Pays-Bas au Concours Eurovision de la chanson 1962, après avoir eu recours à une sélection interne l'année précédente.
Six chansons ont été choisies parmi 189 propositions. En janvier 1962, la sélection étant rendue publique, Gerrit den Braber (en), alors également connu sous le pseudonyme Lodewijk Post, et Joop Stokkermans ont été chargés d'écrire une septième chanson. Elle devait à l'origine être interprétée par le duo Padre Twins, mais s'est finalement retiré deux semaines avant la finale nationale, le 9 février 1962, et a été remplacé par De Spelbrekers,.
Le Nationaal Songfestival 1962, présenté par Hannie Lips (en) et Elizabeth Mooy, a lieu le 27 février 1962 au théâtre Concordia à Bussum, en province d'Hollande-Septentrionale. Toutes les chansons sont interprétées en néerlandais, langue nationale des Pays-Bas.
Conny Vandenbos, l'une des participantes à cette finale nationale représentera les Pays-Bas à l'Eurovision 1965.
Lors de cette sélection, c'est De Spelbrekers, consistant des chanteurs Theo Rekkers et Huug Kok, et la chanson Katinka, composée par Joop Stokkermans sur des paroles de Henny Hamhuis et Lodewijk Post qui furent choisis avec Dolf van der Linden comme chef d'orchestre.

#### Finale
| Ordre | Artiste             | Chanson                             | Traduction                              | Points | Place |
| ----- | ------------------- | ----------------------------------- | --------------------------------------- | ------ | ----- |
| 1     | Rita Corita (nl)    | Carnaval                            | -                                       | 120    | 4     |
| 2     | De Spelbrekers      | Katinka                             | -                                       | 169    | 1     |
| 3     | Joke van den Burg   | Het is voorbij                      | C'est fini                              | 98     | 5     |
| 4     | Ella Raya           | Heb je nog die mooie oude grachten? | As-tu toujours ces jolis vieux canaux ? | 21     | 7     |
| 5     | Gert Timmerman (nl) | Niets                               | Rien                                    | 141    | 2     |
| 6     | Conny Vandenbos     | Zachtjes                            | Doucement                               | 138    | 3     |
| 7     | Pat Berry           | Wees zuinig op de wereld            | Fais attention au monde                 | 33     | 6     |

## À l'Eurovision

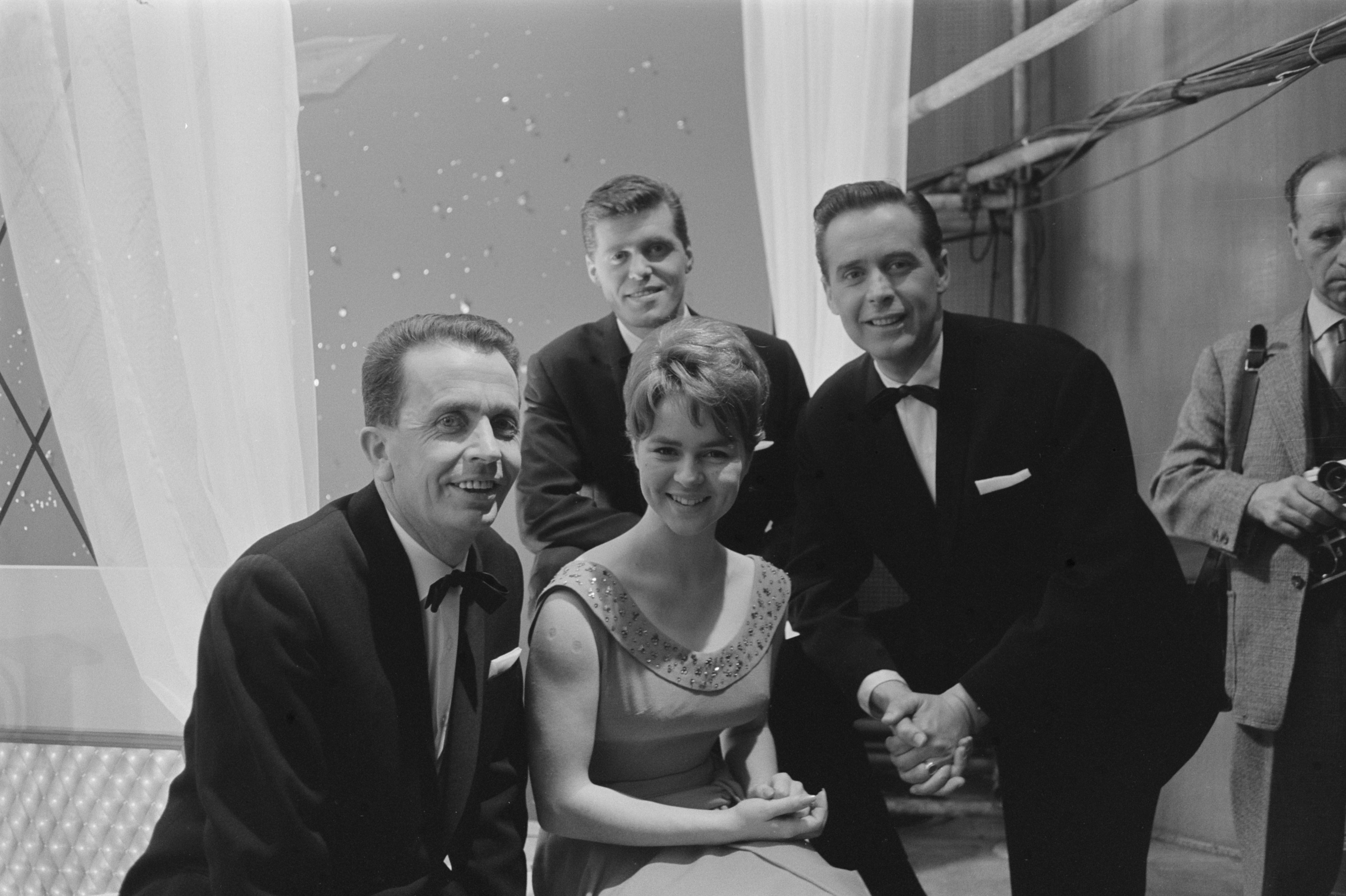
De Spelbrekers à l'Eurovision 1962 avec la représentante de l'Allemagne Cornelia Froboess et, en arrière-plan, le représentant belge Fud Leclerc.

Chaque jury d'un pays attribue 3, 2 et 1 vote à ses 3 chansons préférées.

### Points attribués par les Pays-Bas
| 3 points | Monaco    |
| 2 points | Allemagne |
| 1 point  | Suède     |

### Points attribués aux Pays-Bas
| 3 points | 2 points | 1 point |
| -------- | -------- | ------- |
|          |          |         |

De Spelbrekers interprètent Katinka en 8e position, après l'Allemagne et avant la France. Au terme du vote final, les Pays-Bas terminent 13e et derniers, à égalité avec l'Autriche, la Belgique et l'Espagne, sur 13 pays, n'ayant reçu aucun point.